# 1220
1220 (MCCXX) var ett skottår som började en onsdag i den julianska kalendern.

## Händelser

### Augusti
- 8 augusti – Svenskarna besegras av stammar från Ösel i slaget vid Leal.

### Okänt datum
- Det andra svenska korståget genomförs, denna gång mot Estland.
- Bengt Magnusson efterträder sin bror Karl som biskop i Linköpings stift.
- Äldre Västgötalagen nedtecknas av lagmannen Eskil Magnusson. Den är Sveriges äldsta landskapslag, bevarad i fragment från 1250-talet och i sin helhet från 1280-talet.
- Biskop Bengt i Skara får påvens tillstånd att inrätta ett domkapitel, vilket dock dröjer till 1257.
- Från detta år finns dokument som bevisar att Öland är inkorporerat i det svenska riket. Kronogodset Svibo, som ligger där, doneras av kung Johan Sverkersson till Riseberga kloster.
- Snorres Edda skrivs (omkring detta år).
- Fredrik II blir tysk-romersk kejsare.
- Återuppförandet av Katedralen i Amiens inleds.[1]
- Sankt Nils av Edsleskog blir ihjälslagen av ungdomar utanför Edsleskogs gamla kyrka, en katedral i tegel uppförs till minne av honom.
- Staden Temoaya i Mexiko grundas av Otomífolket.

## Födda
- 1 april – Go-Saga, kejsare av Japan 1242–1246.
- 30 maj – Alexander Nevskij, rysk nationalhjälte och helgon, storfurste av Novgorod och Vladimir 1252–1263.
- Karl Karlsson (Ulv) (omkring detta år).

## Avlidna
- 8 maj – Rikissa av Danmark, drottning av Sverige 1210–1216, gift med Erik Knutsson.
- 8 augusti
  - Karl Magnusson, biskop av Linköping (stupad i slaget vid Leal).
  - Karl Döve, svensk jarl (stupad i slaget vid Leal).
- Wolfram von Eschenbach, tysk riddare och poet (död omkring detta år).
- Elvira de Subirats, andorransk regent.

### Fotnoter
1. ↑  Sutton, Ian (1999). Architecture, from Ancient Greece to the Present. London: Thames & Hudson. ISBN 978-0-500-20316-3